# Ocheyedan
Ocheyedan is een plaats (city) in de Amerikaanse staat Iowa, en valt bestuurlijk gezien onder Osceola County.

## Demografie
Bij de volkstelling in 2000 werd het aantal inwoners vastgesteld op 536. In 2006 is het aantal inwoners door het United States Census Bureau geschat op 506, een daling van 30 (-5,6%).

## Geografie
Volgens het United States Census Bureau beslaat de plaats een oppervlakte van 3,0 km², geheel bestaande uit land. Ocheyedan ligt op ongeveer 480 m boven zeeniveau.

## Plaatsen in de nabije omgeving
De onderstaande figuur toont nabijgelegen plaatsen in een straal van 20 km rond Ocheyedan.